# 라 미나스
《라 미나스》(La Menace, The Threat)는 프랑스, 캐나다에서 제작된 알랭 코르노 감독의 1977년 액션 영화이다. 이브 몽땅 등이 주연으로 출연하였다.

## 출연

### 주연
- 이브 몽땅
- 캐롤 로

### 조연
- 장 프랑수아 발머
- 자크 리스팔

## 기타
- 미술: 장-피에르 코후-스벨코